# Delahaye Type 235

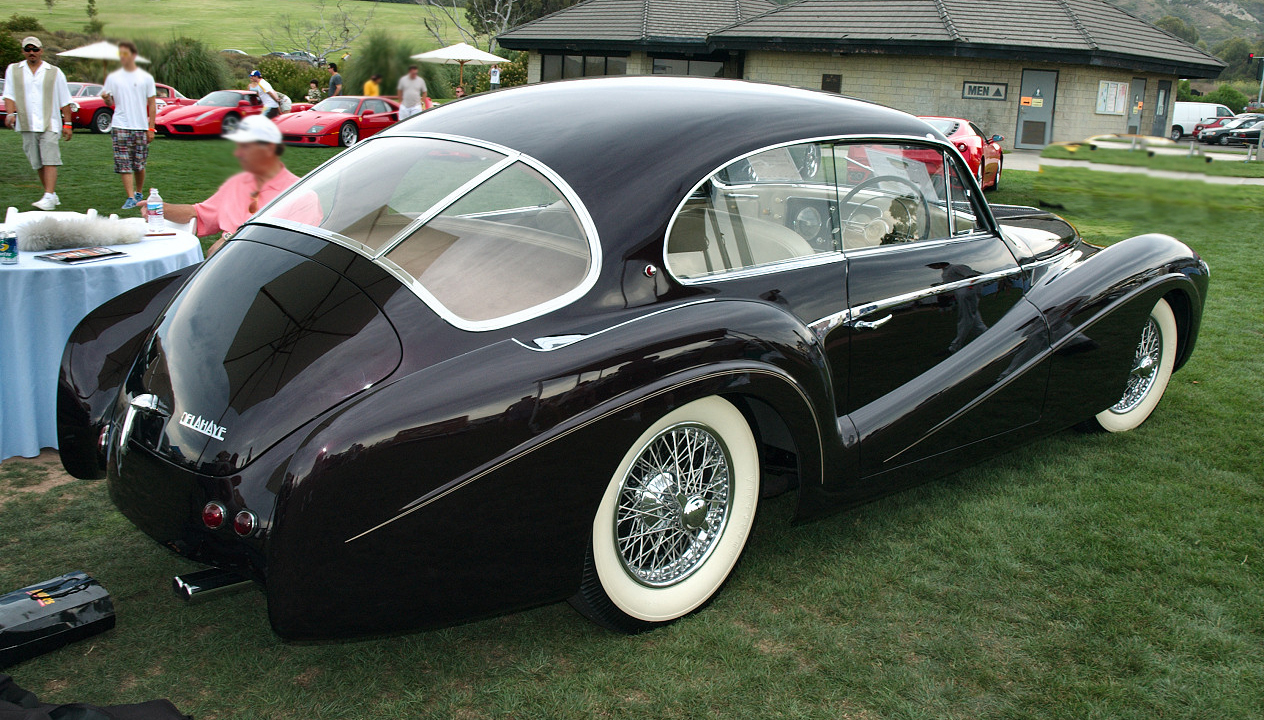
Als Coupé von Saoutchik

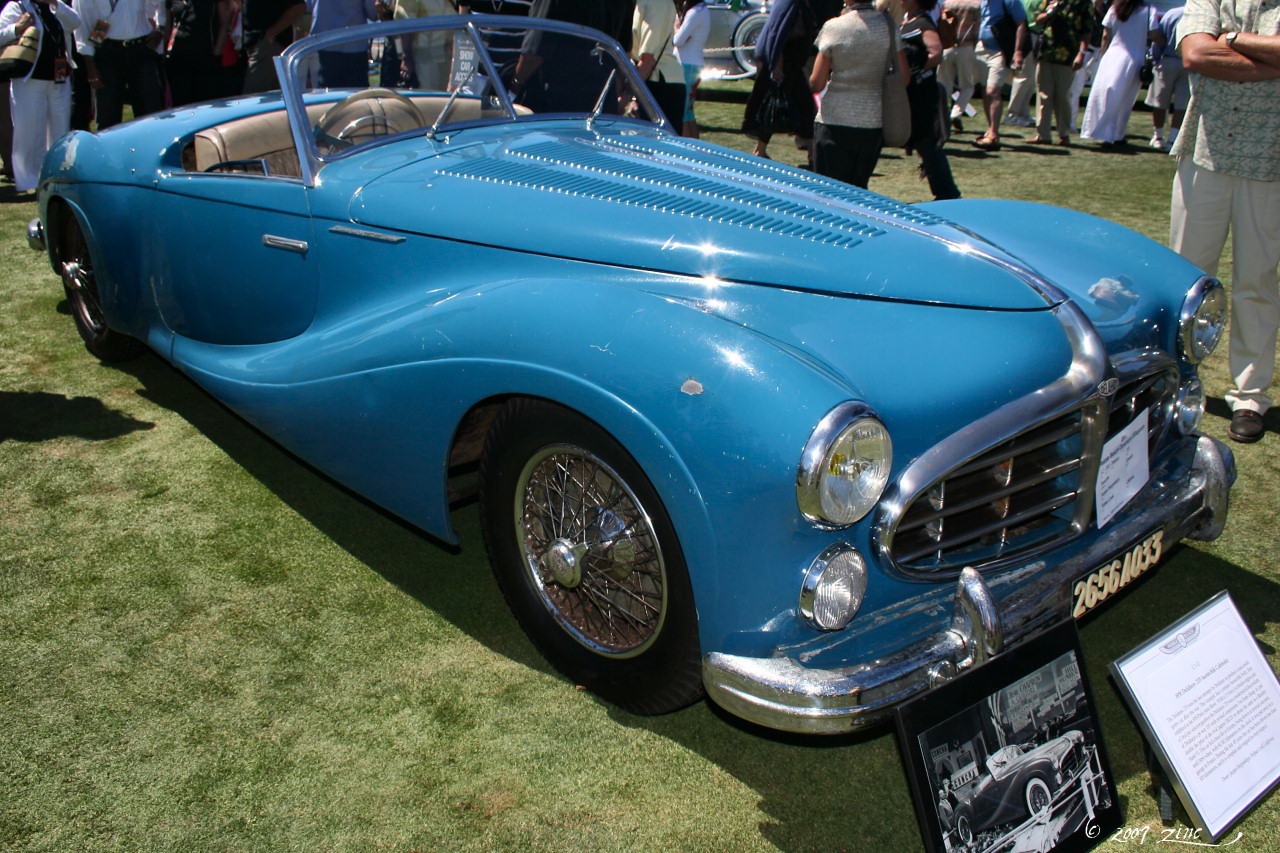
Als Cabriolet

Der Delahaye Type 235 ist ein Pkw-Modell. Hersteller war Automobiles Delahaye in Frankreich.

## Beschreibung
Die Fahrzeuge wurden zwischen 1951 und 1954 hergestellt. Es handelt sich um das letzte Pkw-Modell dieses Herstellers, weshalb es keinen Nachfolger gab.
Der Ottomotor war in Frankreich mit 20 CV eingestuft. Der Sechszylinder-Reihenmotor hat wie beim Delahaye Type 135 84 mm Bohrung, 107 mm Hub und 3558 cm³ Hubraum. Der Motor leistet 152 PS.
Bei einem Radstand von 295 cm sind die Fahrzeuge etwa 460 cm lang. Sie wiegen etwa 1600 kg. Einige sind als Coupé aufgebaut, andere als Cabriolet. Den Prototyp karossierte die Carrozzeria Motto 1951.
Ein erhaltenes Coupé von 1953 hat 295 cm Radstand, 140 cm vordere bzw. 148 cm hintere Spurweite, 455 cm Fahrzeuglänge, 173 cm Fahrzeugbreite sowie eine Masse von 1500 kg.
Insgesamt entstanden ein Prototyp und 84 Serienfahrzeuge.
Auktionsergebnisse zwischen 2013 und 2022 für Fahrzeuge im guten Zustand beliefen sich auf Preise zwischen 91.200 Euro und 577.000 US-Dollar.